# Colubrina celtidifolia
Colubrina celtidifolia là một loài thực vật có hoa trong họ Táo. Loài này được (Cham. & Schltdl.) Schltdl. mô tả khoa học đầu tiên năm 1841.